# خافي بيريز
خافي بيريز (بالإسبانية: Javi Pérez) (26 فبراير 1984 في إسبانيا - ) هو لاعب كرة قدم إسباني في مركز الدفاع. لعب مع نادي كيتشي وPro Duta F.C. ‏ وPersijap Jepara ‏ وFC Santboià ‏ وCF Gavà ‏ وCE Manresa ‏ وYork Region Shooters ‏.

## وصلات خارجية
- خافي بيريز على موقع Soccerway.com (الإنجليزية)